# Репресалії
Репресалії (від лат. repressalial — утримувати, зупиняти) — дипломатичний термін, вид міжнародно-правових санкцій, це односторонні примусові заходи, що застосовуються однією державою у відповідь на неправомірні дії іншої з метою примусити припинити їх і прийняти запропоновані вимоги.
Форми репресалій: ембарго, бойкот, заморожування авуарів (внесків) держави-порушника в банках, вилучення своїх внесків із банків держави-порушника, застосування військової сили тощо.
Репресалії допускаються сучасним міжнародним правом як контрзахід у разі правопорушення. Вони мають здійснюватися відповідно до міжнародного права, але оскільки є контрзаходами щодо правопорушника, остільки можуть виходити за його рамки в тих межах, що визначаються характером правопорушення. Відповідно репресалії мають бути пропорційними — інтенсивність контрзаходів не може бути вища за ту, що необхідна для досягнення безпосередньої мети. Репресалії допускаються лише після того як сталося порушення, тобто як реакція на доконаний факт, а не як спосіб запобігання такому порушенню.
Репресалії повинні припинятися із досягненням мети. Мета ж полягає в тому, щоб спонукати до припинення правопорушення та до виконання зобов'язань щодо породжених ним правовідносин відповідальності.

## Заборони застосування репресалій
Міжнародним гуманітарним правом заборонено застосовувати репресалії до:
- цивільних осіб та цивільних об’єктів;
- військовополонених;
- поранених, хворих та осіб, які потерпіли корабельну аварію чи аварію літального апарата;
- медичного та духовного персоналу;
- осіб та об’єктів, які користуються спеціальним захистом;
- об’єктів, що необхідні для виживання цивільного населення;
- природного середовища. [1]

Сучасне міжнародне право забороняє збройні репресалії — бомбардування, інтервенцію, мирну блокаду тощо, а також погрози такими репресаліями. Але у випадку опору винної сторони при застосуванні репресалій допускається обмежене застосування сили. Наприклад, затримання українськими прикордонниками російського рибальського сейнера в Таганрозькій затоці у відповідь на подібні дії російських прикордонників.